# Beate Lobenstein

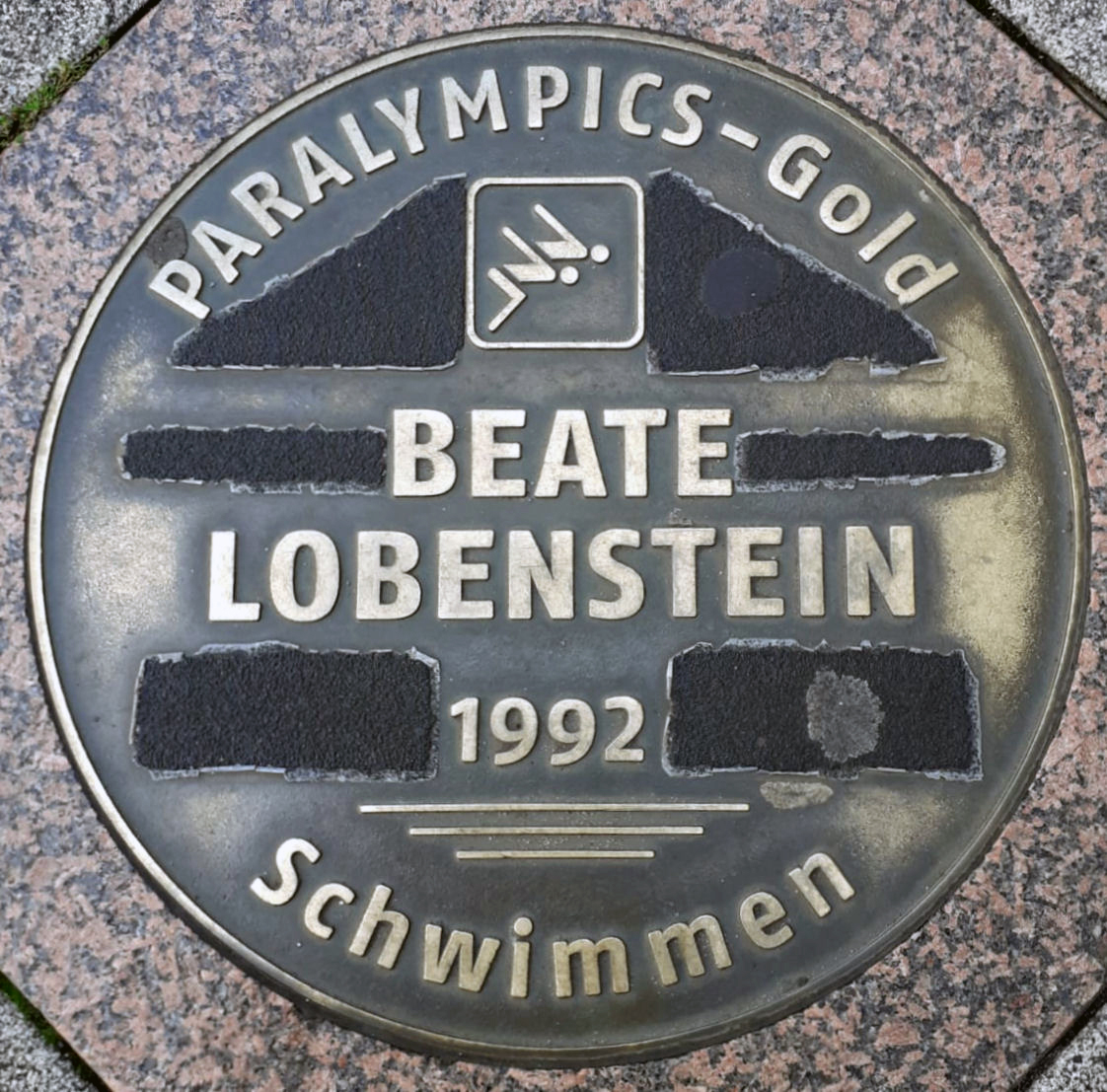
Sports Walk of Fame in Magdeburg

Beate Lobenstein (* 20. Dezember 1970), verheiratete Beate Moros-Lobenstein, ist eine ehemalige deutsche Schwimmerin. Sie nahm an den Sommer-Paralympics 1992, 1996 und 2000 teil.

## Leben
Lobenstein schwamm für die Magdeburger Vereine BSG Aufbau Börde und später für den Verein für Sporttherapie und Behindertensport 1980 (VSB 1980). Die durch eine Lähmung des rechten Arms Gehandicapte schwamm über 50 und 100 Meter Freistil, über 200 Meter Lagen sowie 100 Meter Brust und 100 Meter Rücken.
Bei den Paralympics des Jahres 1992 wurde sie mit der 100-Meter-Lagenstaffel Olympiasiegerin und gewann im 200-Meter-Freistil die Silbermedaille, sowie in der 100-Meter-Freistilstaffel die Bronzemedaille. 1996 erreichte sie bei den Sommer-Paralympics mit der Lagenstaffel eine Silbermedaille. Sie gewann bei den Weltmeisterschaften 1998 Bronze mit der Lagenstaffel. Bei den Europameisterschaften 1999 gewann sie Gold mit der 100-Meter-Freistilstaffel und Bronze über 100 Meter Rücken.
Insgesamt gewann sie 91 Medaillen bei nationalen und internationalen Meisterschaften.

## Auszeichnungen
Bereits 1992 wurde Beate Lobenstein zur Sportlerin des Jahres in Sachsen-Anhalt gewählt. Für ihre sportlichen Leistungen erhielt sie am 23. Juni 1993 das Silberne Lorbeerblatt. 1996 und 2001 trug sich Lobenstein in das Goldene Buch der Stadt Magdeburg ein. Auf dem Magdeburg Sports Walk of Fame auf dem Breiten Weg wurde ihr zu Ehren ein Stern verlegt.